# Coming Up
Coming Up är den brittiska gruppen Suedes tredje studioalbum, utgivet den 2 september 1996. Coming Up nådde förstaplatsen på UK Albums Chart och Svenska albumlistan.
Albumet gavs ut som LP, CD, kassett och minidisc. Därtill har Coming Up utgivits på gul vinyl, transparent gul vinyl samt neonrosa vinyl.

## Låtlista
| Nr  | Titel                    | Längd |
| --- | ------------------------ | ----- |
| 1.  | Trash                    | 4:06  |
| 2.  | Filmstar                 | 3:25  |
| 3.  | Lazy                     | 3:19  |
| 4.  | By the Sea               | 4:15  |
| 5.  | She                      | 3:38  |
| 6.  | Beautiful Ones           | 3:50  |
| 7.  | Starcrazy                | 3:33  |
| 8.  | Picnic by the Motorway   | 4:45  |
| 9.  | The Chemistry Between Us | 7:04  |
| 10. | Saturday Night           | 4:32  |

## Medverkande
- Brett Anderson – sång
- Richard Oakes – gitarr
- Simon Gilbert – trummor
- Mat Osman – elbas
- Neil Codling – keyboards